# اژدهای ژاپنی

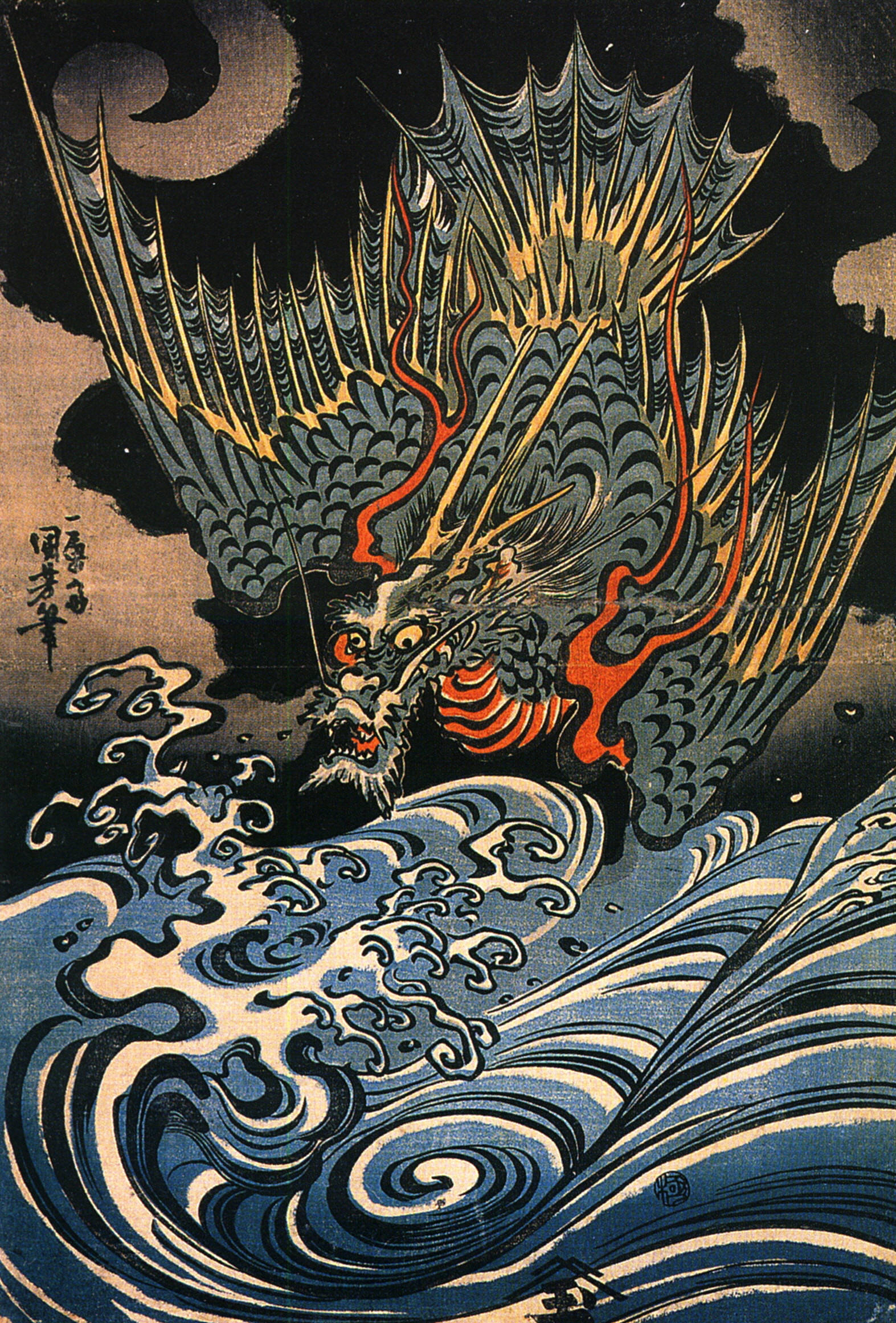
اژدهای دریایی ژاپن، اثر اوتاگاوا کونی‌یوشی

اژدهای ژاپنی (日本の竜) در اساطیر ژاپن و فولکلور ژاپنی، افسانه‌های بومی با داستان‌های وارداتی دربارهٔ اژدها از چین و کره ادغام شده‌است. سبک اژدهای ژاپنی به شدت تحت تأثیر اژدهای چینی قرار گرفت. مانند دیگر اژدهایان شرق آسیا، اکثر موجودات ژاپنی خدایان آب هستند که با بارندگی و موضوعات آب مرتبط هستند و به‌طور معمول به صورت موجوداتی بزرگ، بی بال و مار مانند با پاهای پنجه ای به تصویر کشیده می‌شوند.